# NGC 672
NGC 672 је спирална галаксија у сазвежђу Троугао која се налази на NGC листи објеката дубоког неба.
Деклинација објекта је + 27° 25' 58" а ректасцензија 1h 47m 54,0s. Привидна величина (магнитуда) објекта NGC 672 износи 10,7 а фотографска магнитуда 11,4. Налази се на удаљености од 7,350 милиона парсека од Сунца. NGC 672 је још познат и под ознакама UGC 1256, MCG 4-5-11, CGCG 482-16, IRAS 01450+2710, VV 338, KCPG 40B, PGC 6595.